# FC Zenit São Petersburgo
O FC Zenit São Petersburgo, (em russo:  Футбольный клуб Зенит) é uma equipe de futebol russa da cidade de São Petersburgo.
É campeão soviético, decacampeão russo e vencedor da Copa da UEFA de 2007-08.
Tem a maior torcida da Rússia, conquistada após seu recente sucesso, espalhada por todo o país, e atualmente é considerada a equipe russa favorita no cenário europeu. Tem como arquirrival o Spartak, da capital Moscou. Seu estádio é o Krestovsky, situado na ilha homônima.

## História

### Os Stalinets
A história do Zenit tem início na usina siderúrgica de Leningrado. Em 1925, uma equipe de atletas foi organizada na fábrica, que levava o nome do então líder da União Soviética, Joseph Stalin. Na época, os Stalinets disputavam o campeonato de Leningrado, em uma época em que os torneios eram divididos por cidades. Somente em 1936, quando ocorreu o primeiro Campeonato Soviético de Futebol é que tornou-se possível uma competição a nível nacional. Usavam as vezes azul ou amarelo nas vestimentas. O Zenit estreou com um empate, na cidade de Dnepropetrovsk.

### A guerra
A partir da década de 1940, a usina siderúrgica de Leningrado foi desativada pelo ministério de armamentos, e o antigo Stalinets tornou-se de propriedade dos donos da fábrica LOMO — União de Óptica Mecânica de Leningrado. Com o início da Segunda Guerra Mundial e com o  Cerco a Leningrado, muitos dos atletas do Zenit foram evacuados para a cidade de Cazã, no  Tatarstão. Outros permaneceram na cidade e lutaram contra os exércitos de Hitler. Os irmãos Evgeni e Valentin Shelagin, Samuel Kozinets, Boris Ivin, entre outros, não sobreviveram à guerra.

### O primeiro título
Na primavera de 1944, o Zenit volta à cidade natal, onde vence seu primeiro grande torneio, a Copa da URSS daquele ano, vencendo o lendário Spartak Moscou e derrotando o fortíssimo CDKA (atual CSKA) na final. O Zenit não foi capaz de manter o ritmo, e derrota após derrota, foi discutido até mesmo o fim da equipe. Em 1958, George Zharkov, de Moscou, se tornaria técnico do Zenit, o primeiro a vir de outra cidade, e pretendia tirar o time da crise, e fundou uma filosofia que valorizava os atletas das escolas esportivas de Leningrado. Apesar do esforço, poucos resultados foram alcançados, e o clube terminou o campeonato daquele ano em 4º lugar. O clube só foi voltar a um bom ritmo no início da década de 1960.

### Crises
Após um período relativamente bom, em 1967, o Zenit terminava o campeonato soviético em último lugar. Curiosamente, a equipe não foi rebaixada, pois naquele ano se comemorava os 50 anos da Revolução de Outubro, ocorrida na antiga capital russa de São Petersburgo, cuja única equipe profissional era o Zenit. As autoridades não acharam conveniente rebaixar a equipe da cidade em meio às comemorações, e o rebaixamento foi ignorado.
A década de 1970 foi de ainda mais sofrimento para o Zenit, que em meio a trocas de vários treinadores e a esperança dos torcedores, não via qualquer vitória. No final dos anos 1970, o lendário treinador Iuri Morozov iniciou um novo projeto esportivo para o clube, baseado na filosofia de Zharkov, para dar mais possibilidades a uma nova geração de jogadores em Leningrado. Apesar de ter sido criticado por boa parte de sua equipe, por conta dos maus resultados conquistados por Zharkov, o projeto ultrapassou as expectativas, ficando o Zenit em terceiro lugar no campeonato, pela primeira vez em sua história.

### O Campeonato Soviético
Em 1984, o Zenit perdeu a Copa da URSS para o Dínamo, mas a experiência aproximou ainda mais a equipe. Após crescer no campeonato e se manter na primeira colocação, o Zenit se tornaria o campeão da União Soviética de 1984, título que seria o único na história do clube, e que levaria quatro jogadores do Zenit à Seleção Soviética.
Nessa época era a equipe que tinha como base os operários da indústria de armamentos soviética.

### Nova chance na Rússia
Com o término do regime socialista na Rússia, em meados da década de 1980, o Zenit tornou-se uma instituição independente, e deixou de ser mantida pela estatal LOMO. A situação não ajudou o Zenit, que foi rebaixado para a divisão inferior no mesmo ano. Em 1991, com a desintegração da União Soviética e a separação da Rússia das demais repúblicas que formavam o antigo país, o Zenit ingressou na divisão principal recém-criado Campeonato Russo de Futebol. No mesmo ano, a cidade de Leningrado foi rebatizada com o antigo nome que tinha antes da revolução — São Petersburgo. O Zenit, como esperado, também mudou de nome, passando a se chamar Zenit São Petersburgo. Apesar da chance que o clube teve de permanecer na liga principal por conta das razões políticas, o Zenit novamente foi rebaixado, e passou três anos na divisão secundária do campeonato. Durante esse período, o clube foi reorganizado, e tornou-se uma verdadeira companhia. Vitali Mutko, vice-prefeito de São Petersburgo, tornou-se o presidente, e Pavel Sadyrin, o mais celebrado treinador da história do Zenit junto com Morozov e Advocaat, reergueu a equipe para que disputasse novamente a liga principal, em 1996, mantendo se lá desde então. Com criatividade, e a liderança de vários jogadores estrangeiros, vindos da Ucrânia, Bielorrússia, Armênia e Moldávia, e com um futebol baseado na disciplina e defesa sólida, o Zenit foi capaz de se manter efetivamente na liga, vencendo, em 1999, a Copa da Rússia.

### Regresso e atualidade

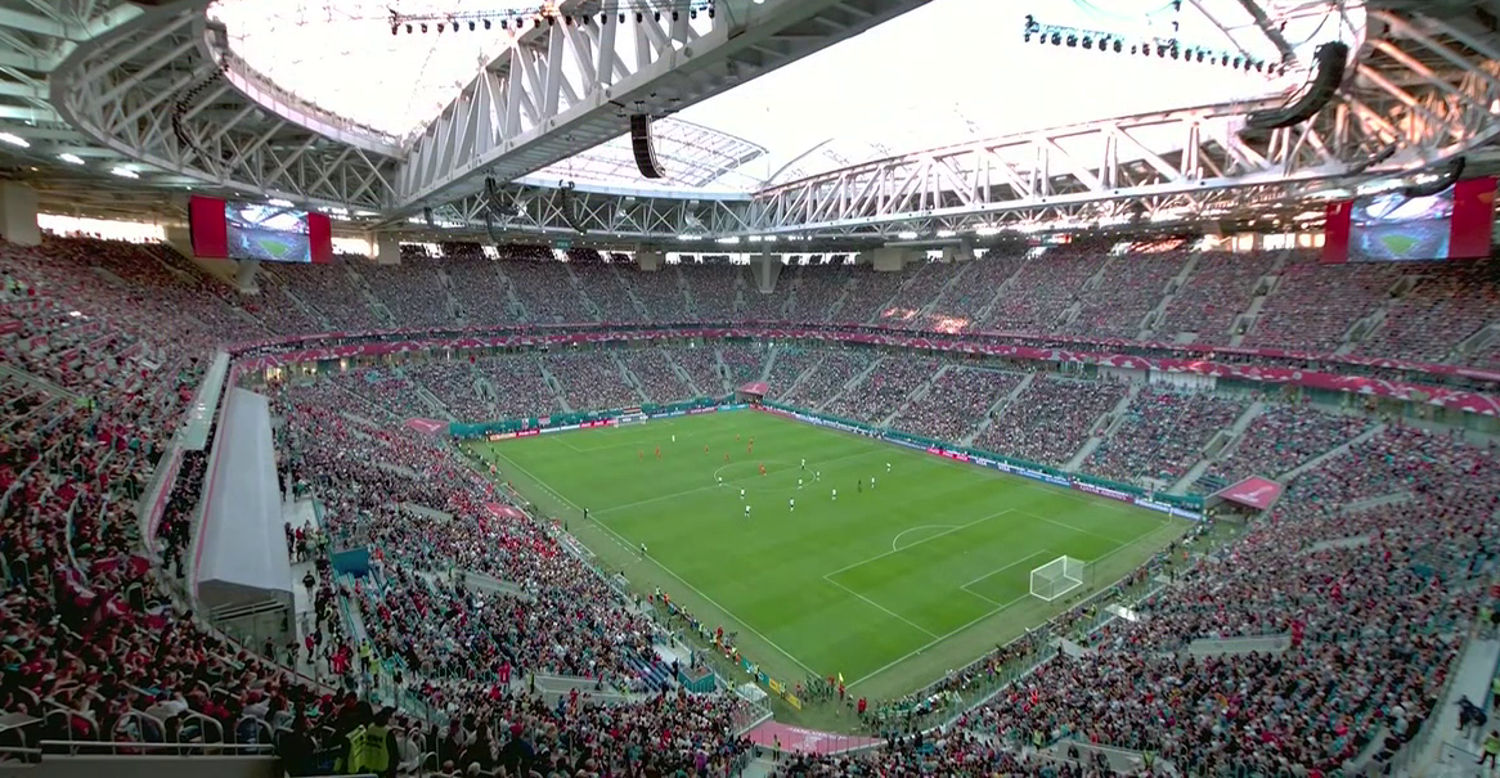
O Krestovsky, estádio do Zenit.

Iuri Morozov retornaria à equipe no ano 2000, terminando a liga daquele ano em terceiro lugar. Em 2003, pela primeira vez, o Zenit conquistou o vice-campeonato russo, sob o comando de Vlastimil Petržela.

Em 2006, o holandês Dick Advocaat tornou-se o técnico da equipe. No ano seguinte, o Zenit, pela primeira vez, se tornaria campeão russo. Em 2008, o Zenit conquistou a Copa da UEFA de 2007-08. Já classificado para a competição pelo quarto lugar no Campeonato Russo de 2006, o clube realizou uma campanha memorável, embora manchada por manifestações racistas da ala radical de sua torcida, o que fez a própria UEFA cogitar suspender o clube do torneio. Advocaat chegou a declarar que não pediu a contratação de reforços negros pois a torcida não os admitiria. Nas fases finais do torneio, o Zenit passou por times mais tradicionais como Olympique Marselha e Bayer Leverkusen, chegando ao seu ápice até então ao eliminar o poderoso e favoritíssimo ao título Bayern Munique, de Oliver Kahn, Franck Ribéry e Luca Toni. Já surpreendendo com um empate em Munique por 1 x 1, o Zenit, no jogo de volta, despachou a equipe bávara com um impiedoso 4 x 0, com direito a Pavel Pogrebnyak igualar Toni na artilharia da competição. Na final, a equipe, mesmo desfalcada do artilheiro Pogrebnyak, que estava suspenso, venceu por 2 x 0 a 

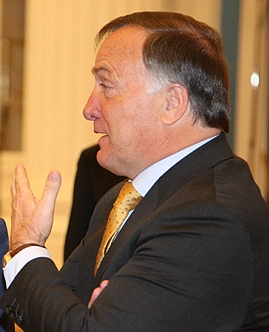
Dick Advocaat comandou o clube durante sua maior conquista.

equipe escocesa do Rangers, no Reino Unido, com gols de Igor Denisov e Konstantin Zyryanov. Com isso, o Zenit igualou o CSKA Moscou, ambos sendo as únicas equipes russas a terem conquistado um troféu europeu.  No mesmo ano, tornou-se o primeiro clube russo campeão da Supercopa Europeia, vencendo o inglês Manchester United. O Zenit seria a base da Seleção Russa para a Eurocopa de 2008. Em 2010, sob o comando de Luciano Spalletti, o Zenit conquistou sua segunda Copa da Rússia e o bicampeonato russo, e em 2012 o tricampeonato.
Representante da segunda cidade mais importante da Rússia, é atualmente o clube mais rico do país, graças ao patrocínio da Gazprom, maior empresa gasística do mundo, da qual Dmitriy Medvedev, ex-presidente e reconhecido torcedor do Zenit, é diretor do conselho de vigilância.

### Insultos racistas
Em Março de 2011, após a vitória do Zenit por 2 a 0 contra o Anzhi pelo campeonato russo, o lateral esquerdo Roberto Carlos teve que aturar insultos racistas por parte de torcedores da equipe Zenit que mostraram bananas para o brasileiro durante a execução do hino nacional. Embora o clube já tivesse passado por situações semelhantes, a União de Futebol da Rússia não se manifestou sobre o caso.

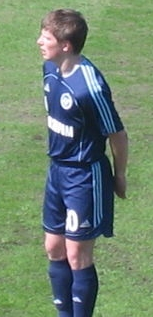
Andrey Arshavin, ídolo moderno do clube.

## Torcida
O Zenit tem a maior torcida da Rússia, espalhada por todo o país. Antes do recente sucesso, conquistado após a vitória na Copa da UEFA de 2007-08, a torcida do Zenit era a menor dos grandes times russos, quase insignificante, concentrada principalmente em São Petersburgo. Mas desde a conquista do grande título europeu, a torcida vem crescendo, e concentra-se principalmente em regiões sem grandes clubes, como no norte da Rússia e Sibéria, e nem tanto em São Petersburgo.

### Rivais
O Zenit tem como rival mortal o Spartak Moscou, sendo que no hino oficial da equipe há o verso Quando lutares com o rival Spartak, não te esquece de teu ataque!, mas os torcedores da equipe de Moscou não costumam corresponder à essa rivalidade, e preferem considerar os vizinhos do CSKA Moscou como principais rivais. O Dínamo de Moscou é outro rival do Zenit, no confronto conhecido como Duelo dos Azuis, bem como o Torpedo Moscou. Também tem rivalidade com os clubes ucranianos Dínamo de Kiev e Shakhtar Donetsk, devido o período soviético.

### Estádio
O Zenit manda seus jogos no seu novo estádio,  Krestovsky, com capacidade para 69.000 ( 80.000 para eventos e concertos)

### Hino
O hino dos torcedores é baseado na canção Cidade do Neva.  (Ouvir[ligação inativa])

## Títulos
| CONTINENTAIS                                     | CONTINENTAIS            | CONTINENTAIS | CONTINENTAIS                                                                        |
|                                                  | Competição              | Títulos      | Temporadas                                                                          |
| ------------------------------------------------ | ----------------------- | ------------ | ----------------------------------------------------------------------------------- |
|                                                  | Copa da UEFA            | 1            | 2007–08                                                                             |
|                                                  | Supercopa da UEFA       | 1            | 2008                                                                                |
| NACIONAIS                                        |                         |              |                                                                                     |
|                                                  | Competição              | Títulos      | Temporadas                                                                          |
|                                                  | Campeonato Russo        | 10           | 2007, 2010, 2011–12, 2014–15, 2018–19, 2019–20, 2020-21, 2021-22, 2022-23 e 2023-24 |
|                                                  | Copa da Rússia          | 5            | 1998-99, 2009-10, 2015-16, 2019-20 e 2023-24                                        |
|                                                  | Supercopa da Rússia     | 9            | 2008, 2011, 2015, 2016, 2020, 2021, 2022, 2023 e 2024                               |
|                                                  | Copa da Liga da Rússia  | 1            | 2003                                                                                |
| TÍTULOS NACIONAIS NA UNIÃO SOVIÉTICA (1936-1991) |                         |              |                                                                                     |
|                                                  | Competição              | Títulos      | Temporadas                                                                          |
|                                                  | Campeonato Soviético    | 1            | 1984                                                                                |
|                                                  | Copa da União Soviética | 1            | 1944                                                                                |
|                                                  | Supercopa Soviética     | 1            | 1984                                                                                |

## Elenco atual
Última atualização: 26 de julho de 2025.